# 斯諾佩特雷爾峰
78°32′S 164°38′E / 78.533°S 164.633°E
斯諾佩特雷爾峰（Snow Petrel Peak），是南極洲的山峰，位於希拉里海岸，海拔高度605米，在1987年由地質學家命名和繪入地圖，該山峰現時由南極條約體系管理。